# Территориальный национализм
Территориальный национализм — форма национализма, основанную на убеждении, что все жители определённой территории должны иметь общую национальную идентичность, независимо от их этнических, языковых, религиозных, культурных и других различий. В зависимости от политического или административного статуса конкретной территории территориальный национализм может проявляться на двух основных уровнях: территориальный национализм отдельных суверенных государств или территориальный национализм отдельных субсуверенных регионов (региональный национализм).
В суверенных национальных государствах территориальный национализм проявляется как вера в то, что все жители образуют единую нацию и верны своей стране рождения или усыновления. Согласно территориальному национализму, каждый человек должен принадлежать к нации, но может выбирать, к какой из них присоединиться. Сторонникам территориального национализма свойственно стремление сакрализировать нацию и её историю, а также идеализируется идея гражданства. Критерием территориального национализма является создание массовой общественной культуры, основанной на общих ценностях и традициях населения. Юридическое равенство необходимо для территориального национализма. Некоторые авторы называют территориальный национализм гражданским.
Поскольку территориальным национализмом идеализируется гражданство, а не этническая принадлежность, Энтони Д. Смит в 2001 году утверждали, что Великая французская революция была территориально-националистическим восстанием.
Территориальный национализм также связан с концепциями Lebensraum, принудительного изгнания, этнических чисток и иногда даже геноцида, когда один этнос претендует на определённую территорию и хочет избавиться от других этносов, живущих на ней. Эти территориальные устремления являются частью цели этнически чистого национального государства. Это также иногда приводит к ирредентизму, поскольку некоторые националисты считают необходимым объединению этноса в рамках единого государства. Обе концепции, и создание этнически чистого национального государства, и объединение этноса в границах одного государства, часто приводит к этническим конфликтам. Томас Амбросио утверждает: «Если лидер государства A направляет материальную поддержку и / или фактические войска в государство B в надежде отделить диаспору государства A от государства B, это явно будет свидетельством этнотерриториального национализма».

## Территориальный национализм в Европе
В Западной Европе национальная идентичность, как правило, больше зависит от места рождения человека, в отличие от Центральной и Восточной Европы. Учёные утверждали, что это можно объяснить тем фактом, что государства в двух последних возникли в результате развала империй. Коммунистические режимы в Восточном блоке активно подавляли то, что они называли «буржуазным национализмом», считая национализм буржуазной идеологией, необходимой для отвлечения трудящихся от классовой борьбы. В Советском Союзе была предпринята попытка создания советского народа как «новой исторической общности людей различных национальностей», что фактически привело к русификации других языков и культур Советского Союза, хотя в то же время в других странах советское руководство продвигало определённые формы национализма, которые считало совместимыми с советскими интересами. Югославия отличалась от других европейских коммунистических государств попыткой сплотить южнославянские народы, для чего активно пропагандировался югославизм. После развала Югославии большое распространение получила ирредентистская концепция Великой Сербии.

## Территориальный национализм в арабском мире
Хотя территориальный национализм в арабском мире контрастирует с универсальностью ислама, ряд стран, особенно Египет и Тунис, после обретения независимости проводили территориальную националистическую политику. В 1950-х годах с территориальным национализмом в арабском мире стал соперничать панарабизм, например, объединились в одно государство Египет и Сирия, но оно просуществовало лишь 3,5 года. К середине 1970-х панарабизм пришёл в упадок.

## Территориальный национализм в Африке
В Африке яркими примерами территориального национализма являются частично совпадающие ирредентистские концепции Великого Марокко и Великой Мавритании. Хотя с тех пор Мавритания отказалась от любых претензий на территории за пределами своих международно признанных границ, Марокко продолжает оккупировать земли к югу от Марокко, которые называются «Южными провинциями».

## Территориальный национализм в Северной Америке
Как и в Западной Европе, национальная идентичность в Северной Америке, как правило, больше зависит от места рождения человека, чем от этнической принадлежности.